# Super Sprint
Super Sprint is een computerspel dat werd ontwikkeld door Atari Games en uitgegeven door Electric Dreams Software Het spel kwam in 1986 uit als arcadespel. Later volgde ports voor verschillende homecomputers uit die tijd. Het spel is een autoracespel dat met een of twee spelers gespeeld kan worden. De speler ziet het bovenaanzicht. De tracks beginnen vrij eenvoudig en worden na verloop van het spel telkens moeilijker. Soms verschijnen er sleutels op de weg. Hiermee kan na afloop van een race de auto worden geüpgraded met betere banden, acceleratie en een hogere topsnelheid.

## Platforms
| Jaar | Platform                                         |
| ---- | ------------------------------------------------ |
| 1986 | Arcade                                           |
| 1987 | Amstrad CPC, Atari ST, Commodore 64, ZX Spectrum |
| 1989 | NES                                              |

## Ontvangst
| Beoordeeld door                       | Platform     | Jaar | Score |
| ------------------------------------- | ------------ | ---- | ----- |
| ACE (Advanced Computer Entertainment) | Atari ST     | 1988 | 92%   |
| ACE (Advanced Computer Entertainment) | Commodore 64 | 1987 | 92%   |
| ACE (Advanced Computer Entertainment) | ZX Spectrum  | 1987 | 91%   |
| ACE (Advanced Computer Entertainment) | Amstrad CPC  | 1988 | 83%   |
| Power Play                            | Atari ST     | 1987 | 75%   |
| Commodore User                        | Commodore 64 | 1987 | 70%   |
| Happy Computer                        | Commodore 64 | 1987 | 69%   |
| The Video Game Critic                 | NES          | 2010 | 25%   |

## Trivia
- Het spel is opgenomen in het boek 1001 Video Games You Must Play Before You Die van Tony Mott.